# De Reactor
De Reactor is een online platform voor literaire kritiek. Het werd in 2009 opgericht door redacteuren en medewerkers van de literaire tijdschriften DW B, nY, Parmentier en Raster. Het uitgangspunt was de vaststelling dat de gevestigde media (kranten, weekbladen) steeds minder ruimte besteden aan lange en diepgaande recensies.
Het platform publiceert uitgebreide besprekingen en kortere signaleringen van recent verschenen fictie (romans, verhalenbundels, briefwisselingen, poëzie) en non-fictie (voornamelijk cultuurkritiek, filosofie, kunst, letterkunde en politiek). Er worden vooral oorspronkelijk Nederlandstalig werk en in het Nederlands vertaalde boeken besproken. Sporadisch komen Engelstalige publicaties aan bod. De critici komen uit verschillende generaties, zowel uit Vlaanderen als uit Nederland.
Op De Reactor verschijnen geregeld ook essays en lezingen die de reflectie over literatuurkritiek kunnen bevorderen. Het recensietijdschrift benut de mogelijkheden van het online publiceren. In de besprekingen worden veelal hyperlinks aangebracht, lezers en collega-critici kunnen op recensies en bijdragen reageren.